# Connettività
La connettività è la capacità che sistemi diversi hanno di collegarsi e comunicare fra loro al fine di scambiarsi informazioni.
Nel gergo informatico, si distingue la connettività "fisica" (vale a dire l'infrastruttura che permette il collegamento tangibile tra i sistemi) dalla connettività "logica" (che fa riferimento alle applicazioni che permettono e ottimizzano lo scambio di informazioni).
In senso lato, nel linguaggio degli operatori di servizi di telecomunicazioni, per connettività logica si intende una connettività fisica che viene attivata e/o ottimizzata in funzione della conoscenza di alcune caratteristiche del cliente, come ad esempio: la posizione in una rete mobile per restituire all'applicazione utilizzata informazioni context-aware; l'identificazione del terminale del cliente per ottimizzare l'esperienza in funzione del terminale utilizzato; la presence, vale a dire l'informazione relativa alla raggiungibilità dell'utente su una pluralità di servizi online; la strong authentication, per garantire applicazioni in un ambiente sicuro.
Sia per la connettività fisica che per quella logica, l'esigenza di rendere interoperabili i diversi sistemi messi in comunicazione hanno spinto le aziende produttrici di hardware e software ad accordarsi su protocolli comuni ovvero standardizzati per l'accesso, il trasporto, il controllo, la modalità di visualizzazione dei dati.
Il termine connettività viene utilizzato normalmente anche in ambito geologico, nell'industria petrolifera e geotermica per definire la capacità dei vuoti entro la roccia (che ne definiscono la porosità) di trasmettere i fluidi (acqua, olio o gas). È quindi una proprietà che dipende dal grado di interconnessione dei pori della roccia.